# Martina Ratej
Martina Ratej (Loče, 2 novembre 1981) è una giavellottista slovena.
Detentrice del record nazionale della specialità, ha preso parte a tre edizioni consecutive dei Giochi olimpici a partire da Pechino 2008.

## Record nazionali
- Lancio del giavellotto: 67,16 m ( Doha, 14 maggio 2010)

## Palmarès
| Anno | Manifestazione          | Sede              | Evento                 | Risultato | Prestazione | Note                                     |
| ---- | ----------------------- | ----------------- | ---------------------- | --------- | ----------- | ---------------------------------------- |
| 2000 | Mondiali juniores       | Santiago del Cile | Lancio del giavellotto | 15ª (q)   | 46,83 m     |                                          |
| 2006 | Europei                 | Göteborg          | Lancio del giavellotto | 21ª (q)   | 55,49 m     |                                          |
| 2008 | Giochi olimpici         | Pechino           | Lancio del giavellotto | 37ª (q)   | 55,30 m     |                                          |
| 2009 | Giochi del Mediterraneo | Pescara           | Lancio del giavellotto | Bronzo    | 59,08 m     |                                          |
| 2009 | Mondiali                | Berlino           | Lancio del giavellotto | 10ª       | 57,57 m     |                                          |
| 2010 | Europei                 | Barcellona        | Lancio del giavellotto | 6ª        | 60,99 m     |                                          |
| 2011 | Mondiali                | Taegu             | Lancio del giavellotto | 6ª        | 61,65 m     |                                          |
| 2012 | Europei                 | Helsinki          | Lancio del giavellotto | 21ª (q)   | 51,69 m     |                                          |
| 2012 | Giochi olimpici         | Londra            | Lancio del giavellotto | 7ª        | 61,62 m     |                                          |
| 2013 | Giochi del Mediterraneo | Mersin            | Lancio del giavellotto | Oro       | 60,28 m     |                                          |
| 2013 | Mondiali                | Mosca             | Lancio del giavellotto | 20ª (q)   | 57,95 m     |                                          |
| 2014 | Europei                 | Zurigo            | Lancio del giavellotto | 6ª        | 61,58 m     |                                          |
| 2015 | Mondiali                | Pechino           | Lancio del giavellotto | 23ª (q)   | 59,76 m     |                                          |
| 2016 | Europei                 | Amsterdam         | Lancio del giavellotto | 6ª        | 60,65 m     |                                          |
| 2016 | Giochi olimpici         | Rio de Janeiro    | Lancio del giavellotto | 18ª (q)   | 59,76 m     |                                          |
| 2017 | Mondiali                | Londra            | Lancio del giavellotto | 9ª        | 61,05 m     |                                          |
| 2018 | Europei                 | Berlino           | Lancio del giavellotto | 4ª        | 61,41 m     |                                          |
| 2019 | Mondiali                | Doha              | Lancio del giavellotto | 10ª       | 58,98 m     |                                          |
| 2022 | Europei                 | Monaco            | Lancio del giavellotto | 5ª        | 59,36 m     | Miglior prestazione personale stagionale |
| 2023 | Mondiali                | Budapest          | Lancio del giavellotto | 29ª (q)   | 54,41 m     |                                          |
| 2024 | Europei                 | Roma              | Lancio del giavellotto | 16ª (q)   | 56,34 m     | Miglior prestazione personale stagionale |